# Zancona (Toskana)
Zancona ist ein Ortsteil (Fraktion, italienisch frazione) von Arcidosso in der Provinz Grosseto, Region Toskana in Italien.

## Geografie
Der Ort am liegt gleichnamigen Fluss ca. 2 km südwestlich des Hauptortes Arcidosso am Monte Labbro. Der Ort liegt bei 775 m und hatte 2001 ca. 80 Einwohner. 2011 waren es 162 Einwohner. Westlich des Flusses auf der gegenüberliegenden Seite von Zancona befindet sich der Ortsteil Le Macchie (750 m, ca. 100 Einwohner).

## Geschichte
Zur Zeit der Etrusker war Zancona der am östlichsten gelegene bewohnte Ort, der zur Gemeinschaft von Roselle gehörte. Fundstücke lassen sich bis in das 4. Jahrhundert v. Chr. nachweisen.

## Sehenswürdigkeiten

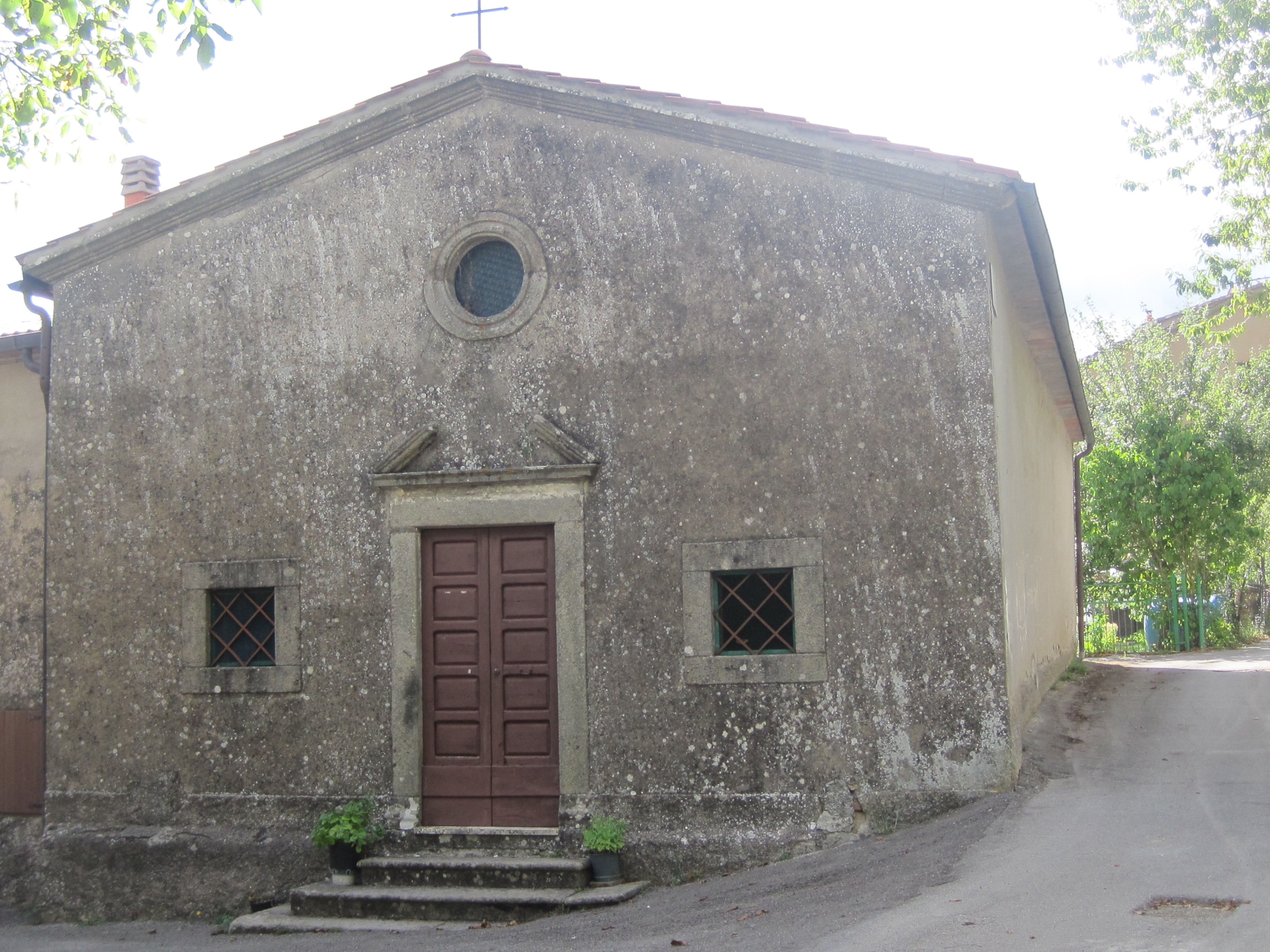
Die Kirche Chiesa di Sant’Anna

- Chiesa di Sant’Anna, Kirche aus der ersten Hälfte des 19. Jahrhunderts in der Rione Chiesa
- Croci di Baldassarre Audiberti, zwei Holzkreuze aus dem 19. Jahrhundert des Geistlichen Baldassarre Audiberti (1760–1852). Eins befindet sich nahe dem Fluss bei Case del Ponte, das andere im höher gelegenen Teil bei La Crocina.